# Municipio de Green Mountain
El municipio de Green Mountain (en inglés: Green Mountain Township) es un municipio ubicado en el  condado de Yancey en el estado estadounidense de Carolina del Norte. En el año 2010 tenía una población de 600 habitantes.

## Geografía
El municipio de Green Mountain se encuentra ubicado en las coordenadas 36°0′11.41″N 82°16′59.47″O / 36.0031694, -82.2831861.